# Pteralyxia kauaiensis
Pteralyxia kauaiensis là một loài thực vật có hoa trong họ La bố ma. Loài này được Caum miêu tả khoa học đầu tiên năm 1933.